# Бісока
Бісока (рум. Bisoca) — село у повіті Бузеу в Румунії. Адміністративний центр комуни Бісока.
Село розташоване на відстані 131 км на північ від Бухареста, 44 км на північ від Бузеу, 104 км на захід від Галаца, 86 км на схід від Брашова.

## Населення
За даними перепису населення 2002 року у селі проживали 278 осіб, усі — румуни. Усі жителі села рідною мовою назвали румунську.